# Chiloxanthus
Chiloxanthus is een geslacht van wantsen uit de familie van de Saldidae (Oeverwantsen). Het geslacht werd voor het eerst wetenschappelijk beschreven door Odo Reuter in 1891.

## Soorten
Het genus bevat de volgende soorten:

- Chiloxanthus alticola Kiritshenko, 1931
- Chiloxanthus arcticus (J. Sahlberg, 1878)
- Chiloxanthus corporaali Lindberg, 1935
- Chiloxanthus kozlovi (Kiritshenko, 1912)
- Chiloxanthus lama (Kiritshenko, 1912)
- Chiloxanthus pilosus (Fallén, 1807)
- Chiloxanthus poloi (Kiritshenko, 1912)
- Chiloxanthus sangchana Drake, 1954
- Chiloxanthus stellatus (Curtis, 1835)
- Chiloxanthus suturalis (Jakovlev, 1889)